# شجينة (الحديدة)

تعديل مصدري - تعديل

شجينه هي إحدى قرى مديرية السخنة، التابعة لمحافظة الحديدة اليمنية، بلغ تعداد سكانها 4860 نسمة حسب الإحصاء الذي أجري عام 2004.